# Дидук, Мария Лукьяновна
Мария Лукьяновна Дидук (1916 — не ранее 1998) — советский инженер-конструктор, лауреат Сталинской премии 1952 года.

## биография
Родилась 10 (23 августа) 1916 года в селе Антоновка (ныне — Дунаевецкого района Хмельницкой области) в семье крестьянина-батрака.
Окончила Харьковский политехнический институт (1940). Работала на Харьковском тракторном заводе имени Серго Орджоникидзе в должностях от инженера-конструктора до заместителя главного конструктора по двигателям.
Участвовала в создании гусеничного трактора ДТ-74, выпуск которого начался в 1949 году.
Делегат XIX съезда КПСС (1952).
После выхода на пенсию жила в Киеве. Умерла не ранее 1998 года.

## Награды
- Сталинская премия третьей степени (1952) — за создание универсального садово-огородного трактора ХТЗ-7 (выпускался с 1950 по 1956 год).